# Eunapius carteri
Espèce
Eunapius carteri est une espèce d'éponges de la famille des éponges d'eau douce. L'éponge d'eau douce est présente en Europe, après avoir été probablement introduite par des aquariophiles dans les années 1990.

## Sources
- (de) Cet article est partiellement ou en totalité issu de l’article de Wikipédia en allemand intitulé « Afrikanischer Süßwasserschwamm » (voir la liste des auteurs).